# خرايب (الهرمل)
الخرايب، هي قرية لبنانية من قرى قضاء الهرمل في محافظة البقاع.
تبعد البلدة عن العاصمة بيروت: 125 كلم، وترتفع عن سطح البحر: 940 مترا، وتبلغ مساحتها حوالي 555 هكتارا أي ما يوازي 5،55 كيلومتر مربع.
عدد السكان المقيمين صيفا وشتاء في خرايب : 3185 ساكن، أما عدد الناخبين في هذه القرية 6664 منتخب حسب إحصاءات وزارة الداخلية لعام 2007 ميلادي.
ليس هناك مستشفيات في خرايب ولا مدارس